# Milovan Zoričić
Milovan Zoričić (* 31. Mai 1884 in Zagreb; † 27. Januar 1971 ebenda) war ein kroatischer beziehungsweise jugoslawischer Jurist und Fußballfunktionär.
Er studierte Rechtswissenschaften an der Universität seiner Heimatstadt und schloss das Studium mit dem Doktorgrad ab. Anschließend war er zunächst an einem erstinstanzlichen Gericht in Zagreb und später als Staatsanwalt sowie als Rechtsberater der Regierung des innerhalb von Österreich-Ungarn autonomen Königreichs Kroatien und Slawonien tätig. Im Jahr 1912 wurde er Präsident des neu gegründeten Kroatischen Fußballverbandes.
Ab 1919 wirkte er im Staatsdienst des neu entstandenen Königreichs der Serben, Kroaten und Slowenen. Im Jahr 1929 wurde er Präsident des Verwaltungsgerichts in Zagreb. Sechs Jahre später folgte die Ernennung zum Mitglied des Ständigen Schiedshofs in Den Haag, darüber hinaus war er 1935 auch in zwei Fällen als Ad-hoc-Richter am Ständigen Internationalen Gerichtshof tätig. Im Jahr 1946 wurde er als Richter an den neu entstandenen Internationalen Gerichtshof gewählt, dem er bis 1958 angehörte. Er war damit in der Geschichte des Gerichtshofs der einzige Richter aus Jugoslawien.